# Kolonigué
Kolonigué est une commune rurale du Mali, dans le cercle de Molobala et la région de Koutiala. Elle a pour chef-lieu la localité de Molobala.

## Villages
La commune s'étend sur 10 localités relevées lors du recensement général de 2009. 
Les villages les plus peuplés sont :
- Molobala (5 577 habitants)
- Soungoulasso (3 624 habitants)
- Tarasso (2 696 habitants)

En 2023, la loi 2023-007 attribue à la commune 11 villages, fractions ou quartiers  :
- Molobala
- Tarasso
- Faraouala
- Farakoro
- N'Tosso
- Soussoula
- Sokourani
- Soungoulasso
- Sogo
- M'Peresso
- Tarasso II Heremakono